# Міські рятівники
«Міські рятівники» (англ.Urban Vermin) — канадський анімаційний мультсеріал, створений Decode Entertainment для YTV, за підтримки Jetix Animation Concepts, Ontario Media Development Company.

## Сюжет
Це історія про двох братів-єнотів, які колись були найкращими друзями, поки Кен не вирішив зібрати армію щурів, щоб взяти під контроль все сміття у їхньому кварталі. Ейб вирішує завдати удару своєму злому братові та збирає свою команду бійців опору, щоби звільнити від правління Кена. Команда Ейба називається Фронт звільнення сміття, тоді як армія Кена називається просто Армія щурів.

## Персонажі

### Головні
Ейб — смугастий єнот і лідер фронту. Він сміливий, відважний, також він енергійний та хороший стратег.Його улюбленими речами є його надійна антена та надійна рулетка.Непохитно вірить у правду та справедливість.Любить їсти шоколадний торт та є шанувальником сиру Манчеґо.
Коко — помаранчева білка-літяга, чудово розбирається в квантовій фізиці та електроінженерії. До серіалу Коко працювала на Кена, але перейшла на бік Ейба. Вона на відмінно закінчила Ракетну академію для гризунів. Її дипломний проєкт полягав у винаході машини часу, яка могла подорожувати на півсекунди в минуле. Це був блискучий винахід, але марний. Вона працювала в магазині коміксів і розвинула пристрасть до наукової фантастики.
Найджел — блакитний кріт, найсильніший в команді. Став другим членом Фронту звільнення сміття, після того, як врятував Ейба із засідки щурячого патруля. Любить розповідати довгі історії та жарти, які не є смішними, хоча він думає інакше. Найджел виріс у великій родині кротів жартівників, більшість з яких були досить обдарованими, але був лише тінню  своїх братів та сестер.  
Медмен — чорно-білий скунс, який має здатність мислити так, як більшість інших гризунів не змогла б. Це водночас і джерело слабкості, і величезна сила, яка є активом для команди.

### Армія щурів
Кен Шпротскі — брат Ейба, самолюбний та вередливий командир Армії щурів. Він думає, що народжений для того, щоб бути диктатором, і його найближча довірена особа - скіпетр у вигляді рожевого фламінго на ім'я Пенелопа. Їх часто можна знайти за вечерею та танцями разом у тронній залі. В сім'ї єнотів так заведено, що молодших розпещували більше, це пояснює завищену самооцінку та серйозні амбіції Кена.
За характером він ледачий, жадібний, ревнивий, марнославний, а також він обманює в «класиках». Штаб Кена розміщується в старому фургоні з морозивом, яку він називає Лігвом або Злою піцерією Долі.
НоуНек — сірий щур, служить полковником Армії щурів. У вільний час він грає на арфі, ходить на уроки танців, збирає парасольки від коктейлів та співає в караоке. НоуНек захоплюється режисурою, його фільм «Відплата помсти Фліксі» отримав безлічнагород на сміттєвому кінофестивалі.
Зітзі — коричневий опосум-вчений, який часто непритомніє, навіть коли він просто розчарований. Колись він працював разом з Коко, яка суттєво його перевершувала. Коли вона пішла Зітзі зайняв її місце. Всі свої винаходи він створив за її кресленнями, але не дивлячись на це, вони все одно працюють не так, як треба. Тим не менш, продовжує вважати себе генієм.